# Ero gemelosi
Ero gemelosi är en spindelart som beskrevs av Léon Baert och Maelfait 1984. Ero gemelosi ingår i släktet Ero och familjen kaparspindlar. Inga underarter finns listade i Catalogue of Life.